# Walerij Pidluschnyj
Walerij Wassyljowytsch Pidluschnyj (ukrainisch Валерій Васильович Підлужний, englische Transkription Valeriy Pidluzhnyy, russisch Валерий Васильевич Подлужный Waleri Wassiljewitsch Podluschny; * 22. August 1952 in Stalino, Ukrainische SSR; † 4. Oktober 2021 in Browary, Ukraine) war ein sowjetischer Weitspringer.

## Biografie
Nachdem er 1970 mit 16,25 m Junioreneuropameister im Dreisprung geworden war, wurde Pidluschnyj zum besten sowjetischen Weitspringer der 1970er Jahre.
Noch 18-jährig wurde er bei den Halleneuropameisterschaften 1971 in Sofia mit 7,54 m Elfter. Kurz vor seinem 19. Geburtstag sprang er bei den Europameisterschaften 1971 in Helsinki 7,68 m und wurde Zehnter. Im Jahr darauf belegte er bei den Olympischen Spielen 1972 in München nach 7,91 m in der Qualifikation mit 7,72 m den neunten Platz. 1973 gewann er mit 8,15 m bei der Universiade in Moskau.
Bei den Halleneuropameisterschaften 1974 in Göteborg belegte er mit 7,97 m den vierten Platz. Im Sommer bei den Europameisterschaften 1974 in Rom gewann er den Europameistertitel mit windunterstützten 8,12 m. Aber auch mit seinem zweitbesten, regulären Sprung von 8,10 m hätte er den Jugoslawen Nenad Stekić übertroffen, der für 8,05 m Silber erhielt.
Im Olympiajahr 1976 belegte Pidluschnyj bei den Halleneuropameisterschaften in München mit 7,79 m den zweiten Platz hinter dem Franzosen Jacques Rousseau mit 7,90 m. Bei den Olympischen Spielen in Montreal sprang Pidluschnyj 7,88 m und wurde damit Siebter.
Nach einem sechsten Platz mit 7,89 m bei den Europameisterschaften 1978 in Prag gewann er bei den Halleneuropameisterschaften 1979 in Wien mit 7,86 m Silber hinter seinem Mannschaftskollegen Wladimir Zepeljow mit 7,88 m. Im selben Jahr siegte er bei der Universiade in Mexiko-Stadt mit 8,16 m und wurde Vierter beim Leichtathletik-Weltcup in Montreal.
Seine persönliche Bestweite von 8,18 m erreichte Pidluschnyj im Weitsprungfinale bei den Olympischen Spielen 1980 in Moskau. Er gewann damit Bronze hinter den beiden DDR-Springern Lutz Dombrowski mit 8,54 m und Frank Paschek mit 8,21 m.
Walerij Pidluschnyj wurde in den Jahren 1973 bis 1977 und 1979 sowjetischer Meister im Weitsprung. 1973 und 1974 war Pidluschnyj Weltjahresbester.
Bei einer Körpergröße von 1,75 m betrug sein Wettkampfgewicht 68 kg.

## Persönliche Bestleistungen
- Weitsprung: 8,18 m, 28. Juli 1980, Moskau
  - Halle: 8,12 m, 16. Februar 1980, Moskau